# Hospital Universitari i Politècnic La Fe
L'Hospital Universitari i Politècnic La Fe, conegut popularment com La Nova Fe, és un hospital universitari valencià ubicat en el Bulevard Sud de la ciutat de València, al barri de Malilla. Compta amb 1.200 llits i de 35 sales d'operacions distribuïdes en un edifici de 260.000 m². L'hospital pren el seu nom per l'antic Hospital Universitari de la Fe, el qual va substituir. És obra de l'arquitecte Ramón Esteve Cambra.
Pertany al Departament de Salut València La Fe de la Conselleria de Sanitat de la Generalitat Valenciana, que integra un Centre d'Especialitats (Ricardo Trénor Palavicino, situat al Carrer Alboraia de València), 6 centres de salut i 7 consultoris complementaris d'Atenció Primària. Aquest departament disposa també d'una Àrea d'hospitalització de malalts crònics i de llarga estada i un punt d'atenció d'urgències 24 hores ubicats al recinte de l'avinguda de Campanar, 21 de València (antigues instal·lacions de l'Hospital La Fe).
La Fe és l'hospital de referència del País Valencià i presta assistència sanitària en règim d'urgència, ambulatori, hospitalització i domiciliari en totes les especialitats medicoquirúrgiques de l'infant, adult i la dona existents en l'actualitat. Aplica mitjans preventius, diagnòstics, curatius i rehabilitadors, i com hospital universitari desenvolupa recerca i docència de pregrau i postgrau. En l'àmbit de les ciències de la salut, coopera amb l'Atenció Primària, altres institucions i centres implicats amb la salut, fomentant acords amb ells per permetre la continuïtat assistencial.